# Djeseretnebti
Djeseretnebti (hay Djeseret-Ankh-Nebti) có thể là tên của một nữ hoàng Ai Cập cổ đại. Vì cái tên này xuất hiện mà xung quanh không có bất kỳ danh hiệu nữ hoàng nào, các nhà Ai Cập học vẫn đang tranh cãi về ý nghĩa thực sự và cách đọc của tên này.

## Chứng cớ

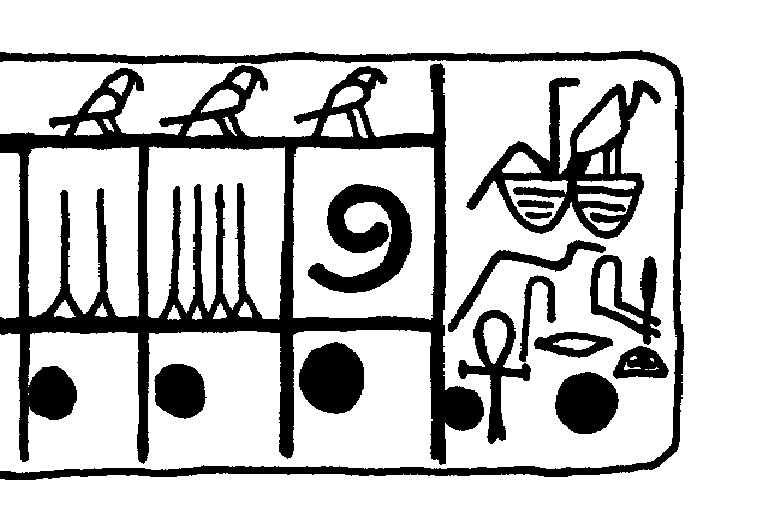
Nhãn vải ngà từ khu phức hợp Sekhemkhet với tên Nebti gây tranh cãi (phải)

Cái tên djeseret-nebti hoặc djeseret-ankh-nebti xuất hiện trên nhãn vải làm bằng ngà, được tìm thấy trong các phòng trưng bày dưới lòng đất bên dưới kim tự tháp của vị vua sống vào triều đại thứ 3 (pharaoh) Sekhemkhet tại Saqqara. Nó được viết với hậu tố nebti -crest thông thường, nhưng không có bất kỳ tiêu đề cá nhân nào có thể xác định liệu người đó có phải là thành viên của hoàng gia Ai Cập hay đó thậm chí là một cái tên. Các nhà Ai Cập học như Toby Wilkinson và Zakaria Goneim đã đọc dòng chữ trên là Djeser-Ti và xác định nó với tên viết trên cartouche của pharaoh Djeser Teti trong Danh sách Vua Abydos. 
Thay vào đó, Wolfgang Helck, Peter Kaplony và Jean-Pierre Pätznik đọc tên này là djeseret-ankh-nebti ('người cao quý sống cho hai người phụ nữ') và coi đó là tên của một người vợ của vua Sekhemkhet. Họ chỉ đến một vài con dấu bằng đất sét tìm thấy ở Elephantine, hiển thị tên Horus của Sekhemkhet xen kẽ với tên nebty Hetep-Ren và mặc nhận rằng đây có thể là tên khai sinh của Sekhemkhet.